# Oklopnjača
Oklopnjača u najširem smislu označava svaki ratni brod koji na sebi ima željezni oklop u svrhu zaštite od neprijateljskoga brodskog ili obalnog topništva.
Iako su se prve oklopnjače pojavile u Koreji krajem XVI. stoljeća obliku tzv. brodova-kornjača upotrijebljenih u imjinskom ratu, pod tim izrazom se najčešće podrazumijeva tip broda razvijen sredinom 19. stoljeća zahvaljujući novim dostignućima u metalurgiji, brodskom pogonu i proizvodnji eksploziva.
Poticaj za razvoj oklopnjača bila je pobjeda Rusa u bitci kod Sinopea na početku krimskog rata, kada su Paixhanovi topovi i eksplozivne granate u potpunosti uništile osmansku flotu. Kada su Britanija i Francuska pohitale Turskoj u pomoć, bojali su se da bi se njihova flota isto tako provela prilikom bombardiranja ruskih obalnih utvrđenja na obali Crnog mora. Zato su bombardiranja umjesto neoklopljenim linijskim brodovima vršena u tu svrhu posebno sagrađenim plovećim baterijama zaštićenim oklopom. 
Uspjeh tih baterija je Francuze naveo da pokušaju stvoriti oklopljeni brod koji bi se mogao koristiti na otvorenom moru. Rezultat tih napora je 1859. godine stigao u obliku La Gloire, prve moderne oklopnjače, koja se danas često naziva i prvim modernim bojnim brodom. Britanci su na to godinu dana kasnije odgovorili s brodom HMS Warrior. 
Oklopnjače su svoju prvu borbenu primjenu imali u američkom građanskom ratu, pri čemu je ispočetka na njihovoj izgradnji inzistirao Jug, nastojeći nadoknaditi nadmoć Sjevera u broju brodova. Prvo takvo plovilo u sastavu ratne mornarice Konfederacije bilo je CSS Manassas, koje je u listopadu 1861. uspješno napalo sjevernjačke brodove u rijeci Mississippi. Sjevernjaci su na to, između ostalog, odgovorili izgradnjom vlastite oklopnjače USS Monitor, po kojoj će kasnije dobiti posebna klasa brodova. USS Monitor se u ožujku 1862. sukobio s južnjačkom oklopnjačom CSS Virginia u čuvenoj bitci kod Hampton Roadsa, koji se smatra prvim sukobom oklopnjača u povijesti.
Oklopnjače su vrlo brzo prihvatile sve mornarice svijeta, tako da su samo četiri godine kasnije igrale ključnu ulogu u viškoj bitci - najvećem pomorskom okršaju XIX. stoljeća. Iskustva iz tog okršaja su utjecala na brodograditelje da budućim oklopnjačama pridodaju brodski kljun u svrhu izvođenja kljunovog udara na neprijateljske brodove.
Oklopnjače su se u drugoj polovici 19. stoljeća počele specijalizirati i klasificirati. Tako su se razvile tzv. zaštićene krstarice, oklopni krstaši i bojni brodovi-predrednoti, odnosno nešto manje oklopne topovnjače i monitori.